# Periga cluacina
Periga cluacina är en fjärilsart som beskrevs av Druce 1886. Periga cluacina ingår i släktet Periga och familjen påfågelsspinnare. Inga underarter finns listade i Catalogue of Life.